# Mięsień krzyżowo-grzbietowy
Mięsień krzyżowo-grzbietowy (łac. musculus sacrospinalis) – w anatomii człowieka mięsień należący do grupy długich głębokich mięśni grzbietu. Składa się z mięśnia najdłuższego i mięśnia biodrowo-żebrowego. Ma swój początek na grzbiecie kości krzyżowej, grzebieniu kości biodrowej, wyrostkach kolczystych kręgów lędźwiowych, trzech dolnych kręgach piersiowych oraz na więzadle krzyżowo-biodrowym tylnym i biegnie aż do głowy. 
Unaczyniony jest przez gałązki tętnicy szyjnej głębokiej i tętnicy potylicznej, a także gałązki grzbietowe tętnic międzyżebrowych tylnych i tętnic lędźwiowych, a unerwiony przez gałązki boczne tylnych gałęzi nerwów rdzeniowych od C2 do L5.